# FMA AeC.2
El FMA AeC.2 era un avión utilitario ligero construido en Argentina a principios de la década de 1930, y también producido como un entrenador militar, avión de observación y ambulancia aérea bajo las designaciones AeME.1, AeMO.1, AeMOe.1, AeMOe.2 AeMS.1.

## Desarrollo
El diseño se derivó del AeC.1, pero en lugar de una cabina cerrada, contó con dos cabinas abiertas en tándem. Inicialmente solo se construyeron 2 aeronaves civiles AeC.2 y 7 aviones entrenadores AeME.1, de los cuales 6 AeME.1 y 1 AeC.2 participaron con el Escuadrón "Sol de Mayo" en una gira publicitaria por Brasil.
En 1934, se desarrolló una versión con un empenaje mejorado: el AeMO.1, el cual fue diseñado y usado como un avión militar de observación y reconocimiento, del cual se construyeron 41 ejemplares y tuvo su primer vuelo el 25 de enero d ese año. Algunos AeMO.1 estaban armados con una ametralladora Vickers .303 montadas en la cabina del observador, y algunos otros con ametralladoras gemelas sincronizadas en el fuselaje delantero.
Tras la producción del AeMO.1 fueron construidos 6 AeMOe.1, para entrenamiento de tripulaciones en el rol de Observación, que en general tenían un diseño similar pero presentaban una cubierta de motor NACA. Posteriormente apareció el AeMOe.2, con prestaciones y uso similares al AeMO.1 pero con mejoras significativas en el empenaje, del cual fueron producidas 14 unidades. También basado en el AeMOe.1 fue construido el AeMS.1 el cual era utilizado como ambulancia aérea, contaba con una cabina cerrada que podía transportar cuatro camillas y un asistente. En total fueron construidos 71 aviones en todas las versiones.

## Variantes
AeC.2
(Civil) Versión civil, fueron construidas 2 unidades.
AeME.1
(Militar de Entrenamiento) Entrenador militar. Fueron construidas 7 unidades.
AeMO.1
(Militar de Observación) Avión construido para operaciones de observación y reconocimiento. Fueron construidas 41 unidades.
AeMOe.1
(Militar de Observación y Entrenamiento) Aeronave utilizada para entrenar a las tripulaciones en el rol de observación y reconocimiento aéreo. Fueron construidas 6 unidades
AeMOe.2
(Militar de Observación y Entrenamiento) Similar al anterior pero con empenaje mejorado. Fueron construidas 14 unidades
AeMS.1
(Militar Sanitario) Ambulancia aérea con capacidad para 4 camillas y un enfermero, solo una unidad fue construida.

## Especificaciones (AeME.1)
Datos de
Características generales
- Tripulación: 2 (piloto e instructor)
- Longitud: 7.90 m (25 ft 11 in)
- Envergadura: 12.00 m (39 ft 4 in)
- Altura: 2.70 m (8 ft 10 in)
- Superficie alar: 16.9 m² (182 ft2)
- Peso vacío: 650 kg (1,430 lb)
- Peso bruto: 1130 kg (2490 lb)
- Planta motriz: 1 × Wright R-760, 180 kW (240 hp)

Rendimiento
- Velocidad máxima: 220 km/h (140 mph)
- Alcance: 1500 km (930 millas)
- Techo de vuelo: 5000 m (16 400 ft)
- Régimen de ascenso: 4.2 m/s (820 ft/min)